# Орочен 2-й
Орочен 2-й (рос. Орочен 2-й) — село Алданського улусу, Республіки Саха Росії. Входить до складу Міського поселення Алдан.
Населення — 18 осіб (2015 рік).